# Афромен
Афромен (Джозеф Эдгар Форман) (англ. Joseph Edgar Foreman, также известен как Afroman; род. 1974) — американский рэпер и музыкант, самый известный хит-сингл которого — Because I Got High был номинирован на премию Grammy в 2002 году.

## Биография
Родился 28 июля 1974 года в Палмдейле, Калифорния, США.
Начал читать рэп в восьмом классе, записывал домашние произведения и продавал их своим одноклассникам.
В 1999 году выпустил свой первый альбом My Fro-losophy. Позже переехал в Хэттисбург штат Миссисипи, где встретил барабанщика Джоди Сталлоне, клавишника и басиста Даррелла Хаварда и познакомился с продюсером Тимом Раменофски, известным как Headfridge.
Раменофски продюсировал второй альбом Афромена Because I Got High, выпущенный в 2000 году на студии звукозаписи T-Bones Records и распространяемый через файлообменник Napster. В конце 2001 года заглавная песня альбома стала хитом во всем мире и была использована в фильмах Jay and Silent Bob Strike Back, The Perfect Score и Disturbia. Также Because I Got High был номинирован на Грэмми-2002 в номинации Best Rap Solo Performance.
После этого успеха Афромен присоединился к группе Cypress Hill, с которой участвовал в фестивале Smoke Out, где выступали также Deftones, Method Man и другие.
C 2010 года Афромен является участником фестиваля Gathering of the Juggalos.
Выдвинулся кандидатом на президентские выборы в США как независимый кандидат.

## Творчество

### Дискография
- 1998 — My Fro-losophy
- 2000 — Because I Got High
- 2000 — Sell Your Dope
- 2001 — The Good Times
- 2004 — Afroholic... The Even Better Times
- 2004 — Jobe Bells
- 2004 — 4R0:20
- 2004 — The Hungry Hustlerz: Starvation Is Motivation
- 2006 — Drunk 'n' High
- 2006 — A Colt 45 Christmas
- 2008 — Waiting to Inhale
- 2008 — Greatest Hitz Live
- 2009 — Frobama: Head of State
- 2011 — Save a Cadillac, Ride a Homeboy
- 2011 — The Prodigal Son
- 2011 — Fro-Jams
- 2012 — Afro-D-Z-Acc
- 2012 — Dope Dealer Ditties
- 2012 — Fuck Everybody
- 2012 — Marijuana Music
- 2012 — Pot Head Pimp
- 2012 — The Fro Rider
- 2012 — Worlds Greatest Wino
- 2013 — L.A
- 2013 — Palmdale Love
- 2013 — Don't Sell Your Dope
- 2013 — Parking Lot Platinum
- 2013 — Sell Your Dope (C-mix)
- 2013 — Cross Country Pimpin
- 2014 — One Hit Wounder
- 2015 — The N-Word
- 2016 — Santa Cuz